# Óscar Sevilla
Óscar Miguel Sevilla Rivera (født 29. september 1976) er en spansk landevejscykelrytter. Han er en udpræget bjergrytter, med mange gode resultater i etapeløb, som i Tour de France og Vuelta a España hvor han flere gange har været blandt de ti bedste sammenlagt.